# Jim Bokern
James Bokern (Saint Louis, 16 aprile 1952) è un ex calciatore statunitense, di ruolo attaccante.

## Carriera

### Club
Si forma calcisticamente nella rappresentativa della Saint Louis University, venendo inserito nel famedio dell'istituto nel 1996. Nel 1971 milita nel St. Louis Kutis, una delle più importanti squadre dilettantistiche del Missouri.
Nel 1974 viene ingaggiato dai St. Louis Stars, franchigia della North American Soccer League, restandovi fino al 1977. Suo miglior piazzamento in forza agli Stars fu il raggiungimento delle semifinali nel torneo del 1975, perse contro i Portland Timbers.
Ha inoltre giocato nei tornei di indoor soccer con gli Stars.
Lasciato il calcio giocato ha numerose esperienze come allenatore in Missouri con le rappresentative scolastiche e club dilettantistici come il Kutis ed il Busch SC.
Anche il fratello Tom è stato un calciatore professionista.